# 凸轮

凸輪軸運動

凸輪

凸轮（Cam）是一个具有曲线轮廓或凹槽的构件．一般可分为三类：
1. 盘形凸轮：凸轮为绕固定轴线转动且有变化直径的盘形构件；
2. 移动凸轮：凸轮相对机架作直线移动；
3. 圆柱凸轮：凸轮是圆柱体，可以看成是将移动凸轮卷成一個圆柱体。

凸轮机构一般是由凸轮，从动件和机架三个构件组成的高副机构。凸轮通常作连续等速转动，从动件根据使用要求设计使它获得一定规律的运动．凸轮机构能实现复杂的运动要求，广泛用于各种自动化和半自动化机械装置中。

## 参看
- 齿轮
- 滑轮
- 轴承